# Estuaire (province)

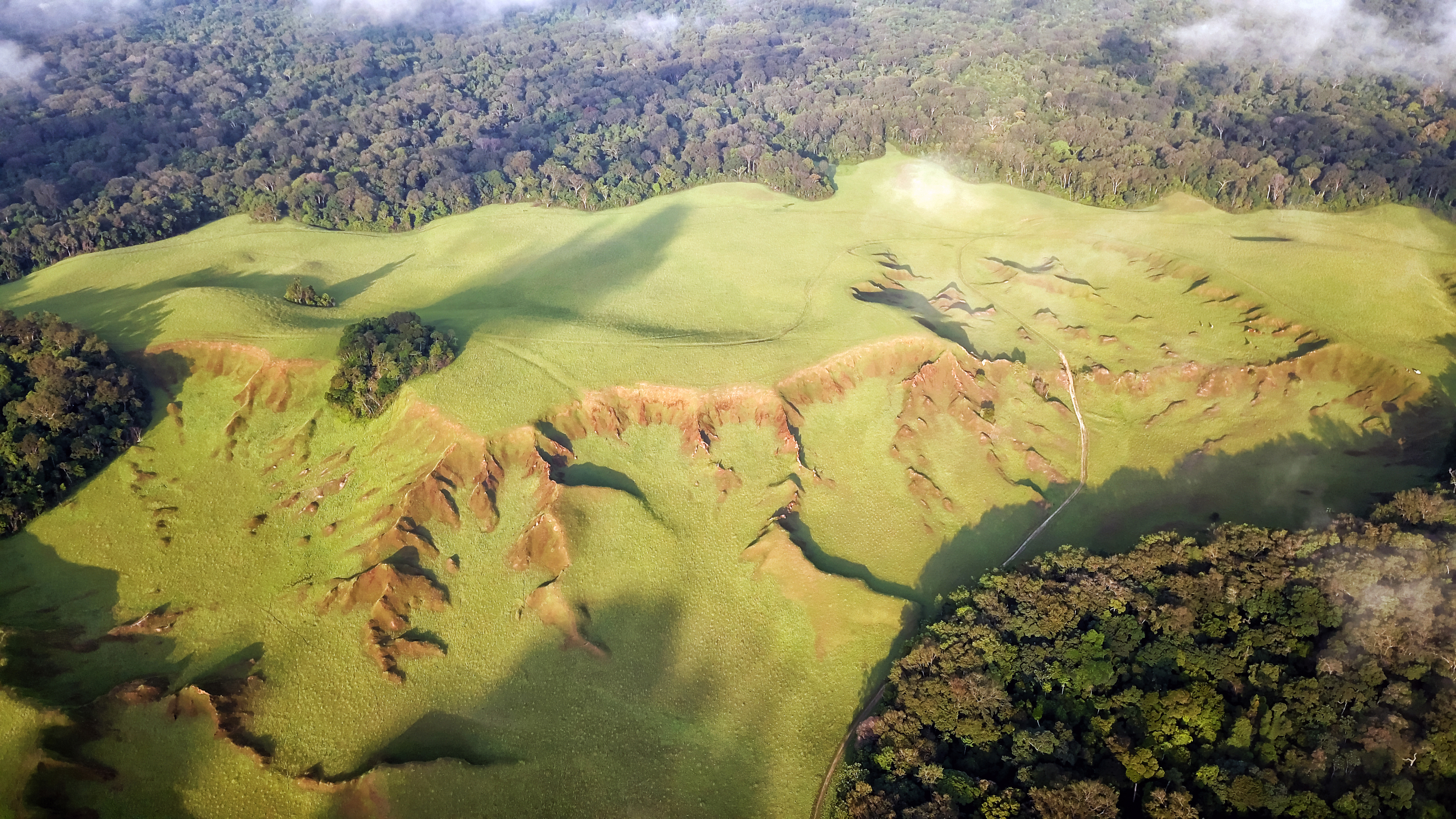
Mosaïque de forêts et relief près de Nyonié

Pour les articles homonymes, voir Estuaire (homonymie).
Estuaire, ou l'Estuaire, est une province du Gabon, état d'Afrique centrale.
Son chef-lieu est Akanda.
Depuis 2020 le gouverneur de l'Estuaire est Mme Marie-Françoise DIKOUMBA.
Cette région est de loin la plus peuplée du Gabon, puisqu’avec 933 162 habitants en 2018 elle rassemble à elle seule la moitié de sa population totale.
Elle doit son nom au fait qu'elle abrite l'estuaire national, celui du fleuve Komo qui, parti à Kango du fleuve M'bé ou Mbei, longe les côtes de Libreville jusqu'au cap Estérias, où il rejoint à l'ouest l'océan Atlantique (golfe de Guinée lato sensu). Ledit estuaire est fermé au sud par la pointe Denis.
Dans l'est de la province les monts de Cristal forment une barrière naturelle à la pénétration vers l'intérieur du pays.
Au nord de Libreville se trouve l'arboretum Raponda Walker, dans la forêt classée de la Mondah, et le parc national d'Akanda. Abritant une baie marécageuse de type mangrove, il est d'une grande richesse écologique mais se trouve menacé par le développement de la capitale gabonaise.
Un autre site classé se trouve sur la rive gauche de l'estuaire : le parc national de Pongara.

## Géographie
La région de l'Estuaire est située au nord-ouest du pays, frontalière de la Guinée équatoriale.
|                                    | Région continentale (État de Guinée équatoriale) | Woleu-Ntem   |
| Golfe de Guinée (océan Atlantique) | Estuaire                                         | Moyen-Ogooué |
|                                    | Ogooué-Maritime                                  |              |

## Divisions administratives

Départements de l'Estuaire

La province d'Estuaire est elle-même subdivisée en 5 départements :
- celui de Komo (Kango),
- de Komo-Mondah (Ntoum),
- Komo-Océan (Ndzomoe),
- Noya (Cocobeach),

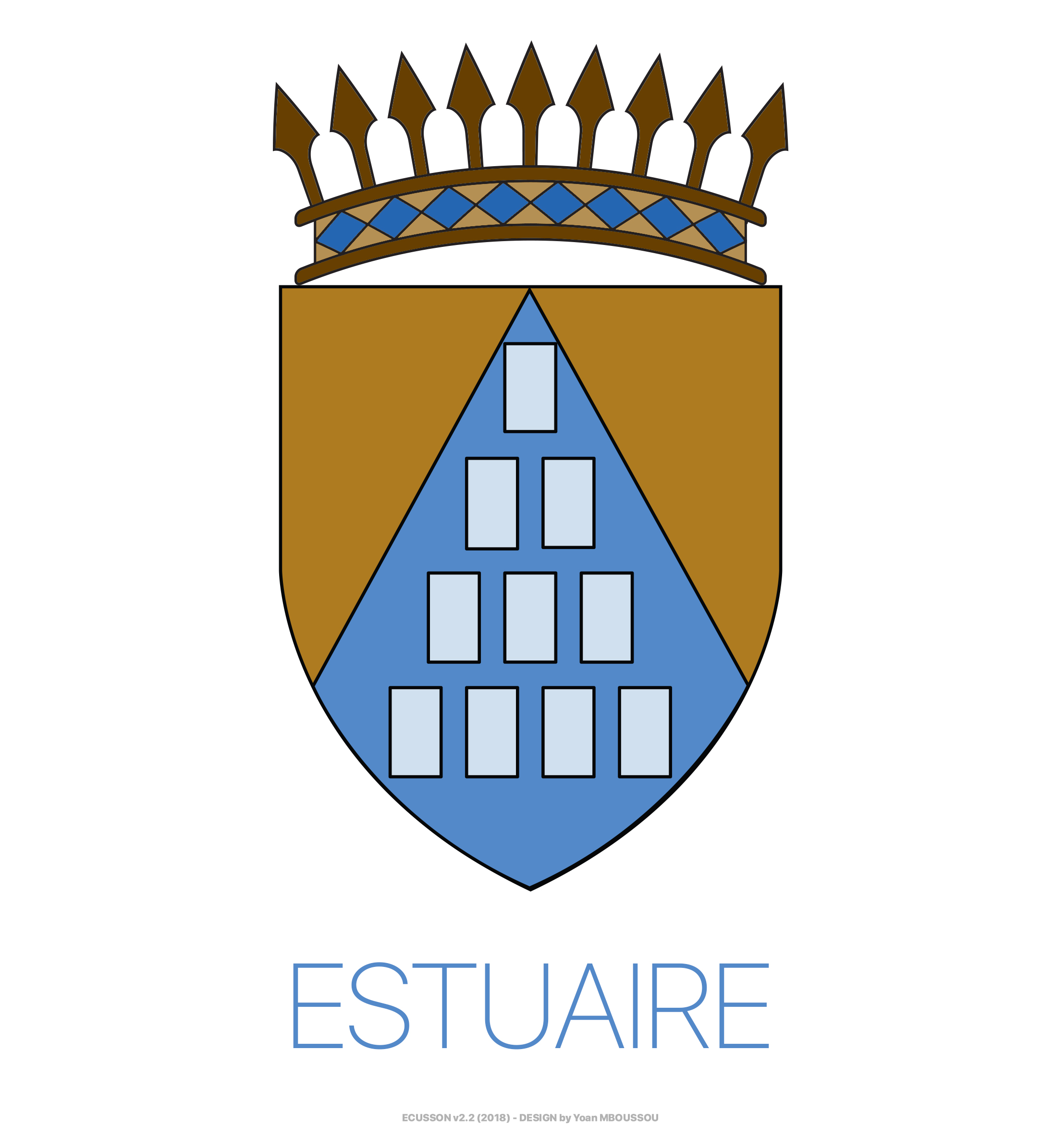
Blason de l’Estuaire

- et le département de Libreville (avec ladite ville libre pour préfecture).

Le département du Cap Estérias a été supprimé le 21 février 2013 par une ordonnance n°8 / 2013,.
La région compte au total sept communes, dont chacune des quatre premières au moins avec ses arrondissements : Libreville, Owendo, Akanda, Ntoum ; Cocobeach, Kango et Ndzomoe.
Le district d'Ikoy-Tsini, avec Bikele pour chef-lieu, se trouvait dans le département du Komo-Mondah, il est supprimé en 2013.